# 古六歷
漢傳古六歷或古六曆（中國古代「厯」或「歷」即今日「曆」）採用戰國四分曆術，指戰國初期編制之阴阳历历法，是中國最早之曆法。其名稱並非所指朝代確實實行過，而是託古而作；例如商朝採用的並非殷曆。使用至汉武帝太初元年（公元前104年）（一说征和元年，公元前92年）改以太初历取代为止，凡323（一说335）年。張汝舟《二毋室古代天文曆法論叢》主張四分历最早施行于公元前427年。朱文鑫用歲差推算出殷歷和顓頊歷的測制年代大約在公元前370年前後。

## 历法
四分历以{\displaystyle 365{\frac {1}{4}}}日为一回归年，四分历因此得名；以{\displaystyle 29{\frac {499}{940}}}日为一朔望月，通过在19历年中设置7个闰月，使得回归年与朔望月相合，这个周期称为一章；以四章为一蔀，使得周期使用的日数为整数，以便纪日；以二十蔀为一纪，在一纪之内日干支从甲子开始循环，直到回到甲子；由于纪年也是六十一循环，故以三纪为一元，这是最大的周期，为4560年，期间年、日干支全部能被60除尽。以古书中的专业术语，即为：元法四千五百六十，紀法一千五百二十，蔀歲七十六，蔀月九百四十，蔀日二萬七千七百五十九，章歲十九，章閏七，章月二百三十五。
饶尚宽等据《史记·历书·历术甲子篇》考证认为四分历原本以甲寅（原文为太岁纪年“焉逢摄提格”）为上元，即以甲寅年甲子月甲子日甲子时0刻合朔冬至作为历元。（原文为“焉逢摄提格太初元年”，饶氏认为“太初元年”为后人加笔，因为一直标至建始四年，远超司马迁寿命）

## 沿用及改编
四分历自公元前427年制定完成，随后在诸国沿用。战国初期，周、齐、鲁、秦等国建子正，三晋、楚等国建寅正，但均以子月为岁首，岁中置闰。
秦王政二十六年，秦统一六国，嬴政改自称始皇帝，采五德终始说，以秦为水德，改以冬十月（亥月）为岁首，建正仍为寅，又讳正，改正月为端月；以九月为岁末，置闰后九月，历数运行仍按四分历。
汉武帝时期，历法与天象运行正朔失合，于是公孙卿、壶遂、司马迁等人上书，“言历纪坏废，宜改正朔”。于是汉武帝在元封七年（公元前104年）五月宣布改历，同时改以寅月为岁首，改当年为太初元年。太初改历的详情，后世记述不一。《汉书》以元封七年当年改用太初历；《史记》止说落下闳入朝制历之事；泷川资言、何幼琦等认为司马迁在朝廷斗争中失败怀恨在心，并将其与后来司马迁为李陵上书求情相附会；陈垣《二十史朔闰表》以当年正月改用太初历；饶尚宽《春秋战国秦汉朔闰表》则认为太初改历仅仅是减朔余705分，而后至征和元年邓平方以八十一分法呈上，当年十二月复“借半日”强行改十二月为大，使次年正月朔余为0，方正式切入太初历。总之，在征和二年（公元前91年）时，四分法被暂时废弃，太初历取而代之，虽然因太初历自身的原因，东汉又重新启用四分法，不过已是后话。
周秦汉之际，五德、阴阳、谶纬之说流行，有人以四分历为基础，剪切文字，附会以黄帝、颛顼、夏、殷、周、鲁之名，以为历法，合称古六历。目前考证表明，殷历改动最少（仅仅改用丑正）；其与夏历、周历、颛顼历有使用过的痕迹，不过也可能是建正一致导致的巧合。古六曆中各曆之差異主要是曆元、實行地區和歲首不同。黃帝、周、魯三種曆以冬至月為歲首（夏曆11月，建子之月），亦即子正；殷曆以冬至月為歲終，以建丑之月（夏曆12月）為正月，亦即丑正；夏曆以元春為歲首（夏曆1月，建寅之月），亦即寅正；顓頊曆（秦曆）以孟冬為歲首，曆元於立春正月初一，亦為寅正。夏曆寅正為人正、殷曆丑正為地正、周曆子正為天正，是為三正。

## 曆法
由開元占經第105卷所列數據，可知古六曆皆採用十九年七閏（章 (曆法)）及四分術（或四分法，指一歲長{\displaystyle 365{\frac {1}{4}}}日）。因推算上元積年之制曆方法始於三統曆，下列上元積年恐為後世推得。
古今曆上元已來，至今開元二年甲寅歲積：
| 曆名   | 上元積年                                       | 章率 |
| ------ | ---------------------------------------------- | --- |
| 黃帝曆 | 上元辛卯，至今二百七十六萬八百六十三算外。     | 章歲十九，章閏七，章月二百三十五，蔀歲七十九，蔀月九百四十，蔀日二萬七千七百五十九，元法四千五百六十，紀法一千五百二十，蝕月一百三十五，蝕法二十三，蝕歲五百一十三，蝕數一千八十一。 |
| 顓頊曆 | 上元乙卯，至今二百七十六萬一千一十九算外。     | 章歲十九，章閏七。 |
| 夏曆   | 上元乙丑，至今二百七十六萬五百八十九算外。     | 章歲十九，章閏七。 |
| 殷曆   | 上元甲寅，至今二百七十六萬一千八十算外。       | 章歲十九，章閏七。 |
| 周曆   | 上元丁巳，至今二百七十六萬一千一百三十算外。   | 章歲十九，章閏七。 |
| 魯曆   | 上元庚子，至今二百七十六萬一千三百三十四算外。 | 章歲十九，章閏七。 |

### 歲首
古六曆歲首（一年之開始）月建不一。《左傳》：「火出，於夏為三月，於商為四月，於周為五月。」
| 歲首月建 | 相當於現行夏曆月份 | 建正（正月、一月月建） | 曆                                                                       |
| -------- | ------------------ | ---------------------- | ------------------------------------------------------------------------ |
| 亥       | 10                 | 寅                     | 顓頊曆以亥建月，即以夏曆孟冬十月為一年之開始。                           |
| 子       | 11                 | 子                     | 黃帝曆、周曆、魯曆三種曆法是以子建月，即是以夏曆仲冬十一月為一年之開始。 |
| 丑       | 12                 | 丑                     | 殷曆（非殷朝曆法）以丑建月，即是以夏曆季冬十二月為一年之開始。           |
| 寅       | 1                  | 寅                     | 夏曆（非夏朝曆法）以寅建月，即是以夏曆孟春正月為一年之開始。             |